# Přírodní rezervace Rozewský mys
Přírodní rezervace Rozevský mys (polsky Rezerwat przyrody Przylądek Rozewski) se nachází na území mysu v Rozewie vybíhajícího do Baltského moře v gmině Władysławowo v okrese Puck v Pomořském vojvodství v severním Polsku.

## Další informace
V roce 1959 zde byla zřízena přírodní rezervace.
Reservace se rozkládá v blízkosti majáků Rozewie a Rozewie II na území 12,15 ha a pod její ochranou jsou zbytky přímořských útesových bučin. Stromy jsou staré více než dvě stě let a dosahují v obvodu do tří metrů. V rezervaci se nachází na 169 druhů cévnatých rostlin z nichž některým hrozí zánik nebo jsou na pokraji zániku (Dactylorhiza fuchsii, Neottia nidus-avis, Sorbus intermedia, Bromus ramosus, Actaea spicata, Salix myrsinifolia atd.).
V roce 2000 byl schválen plán ochrany reservace. Cílem ochrany je zachovat zbytky útesových příbřežních smíšených lesů s podílem buku lesního Fagus sylvatica a ochrana jeřábu prostředního Sorbus intermedia.
V reservaci se nalézají stopy neolitického osídlení a areál majáků Rosewie I a II.

## Galerie

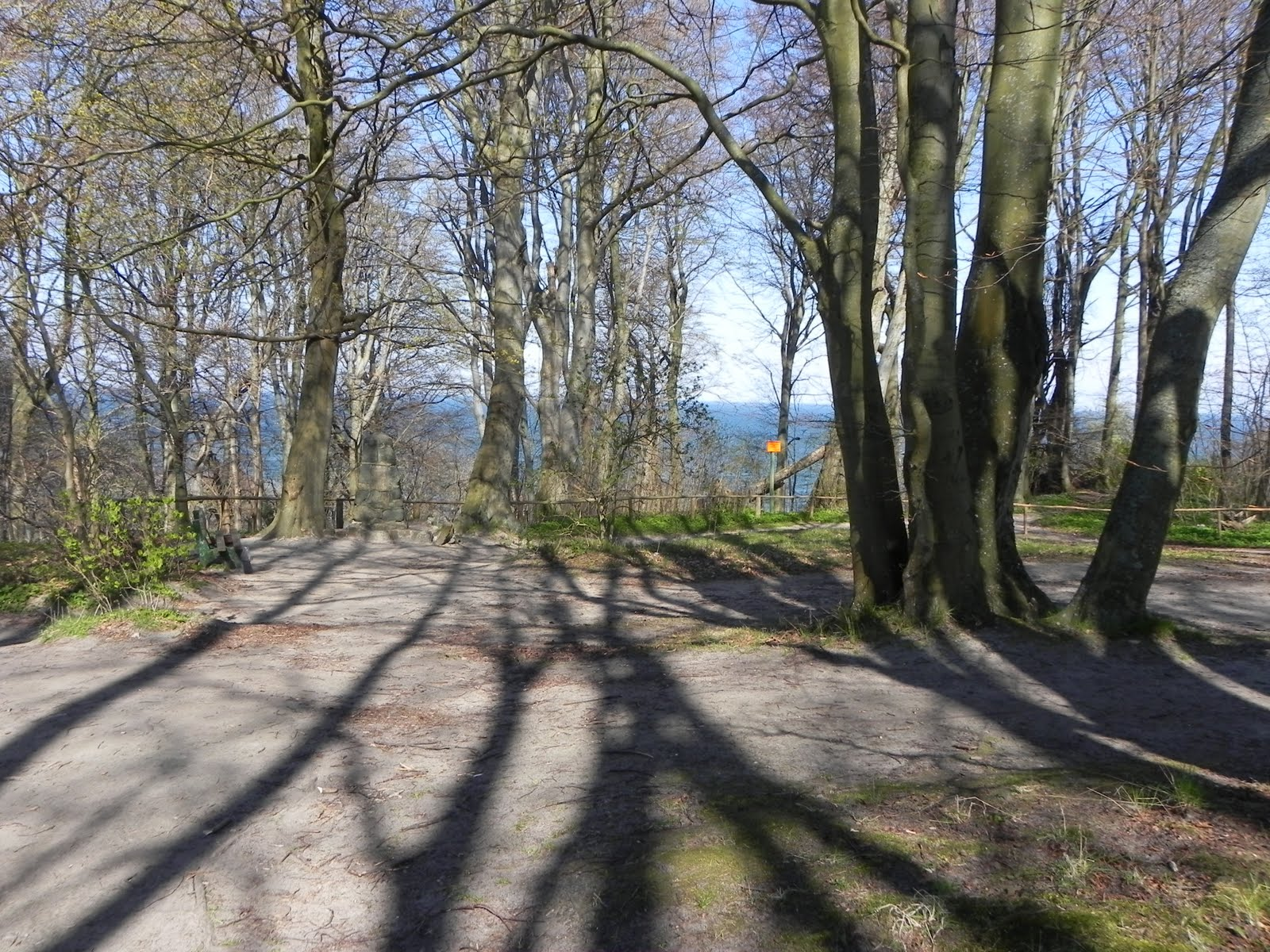
Les
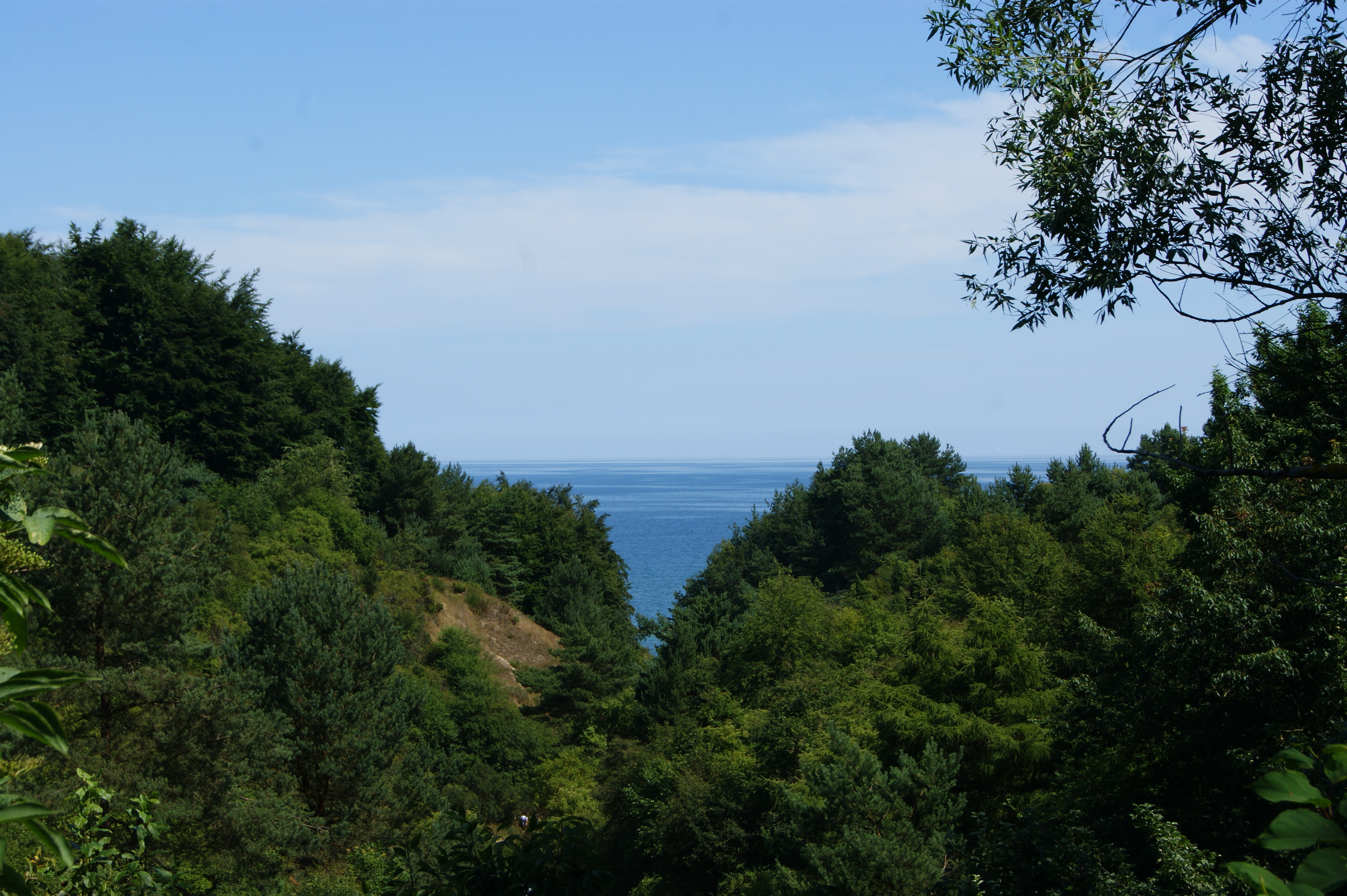
Pohled na útesy
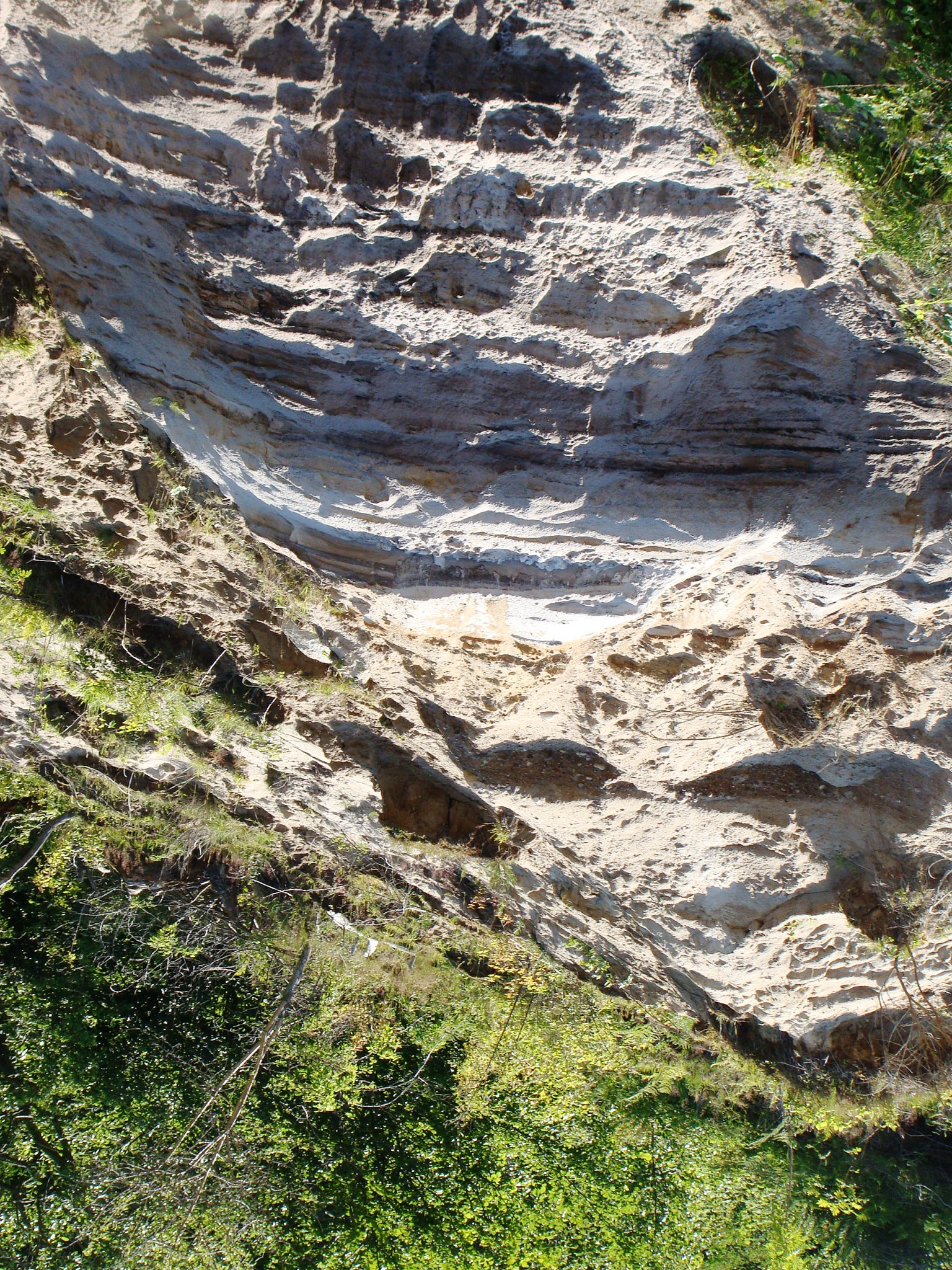
Útes
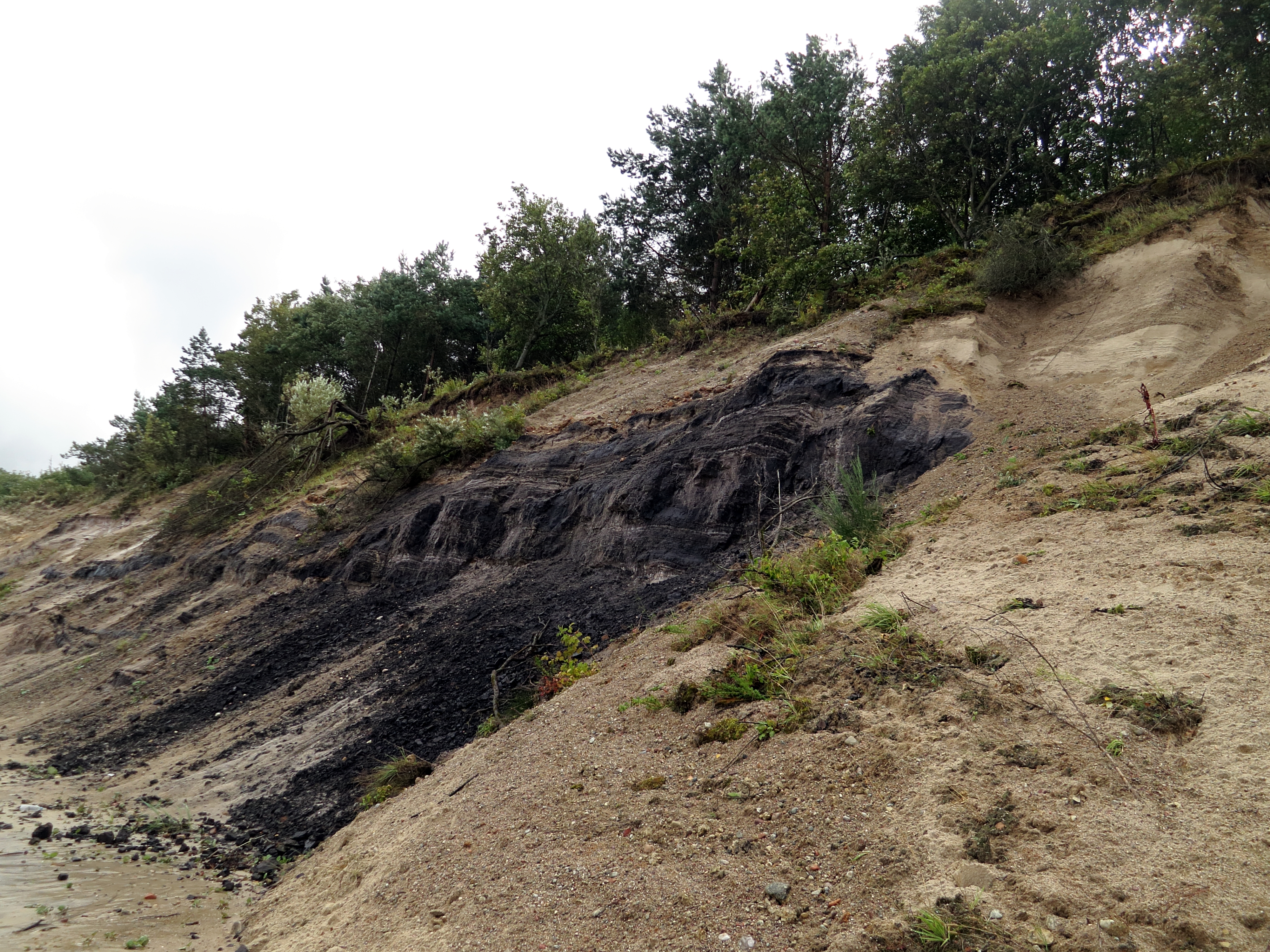
Útesy
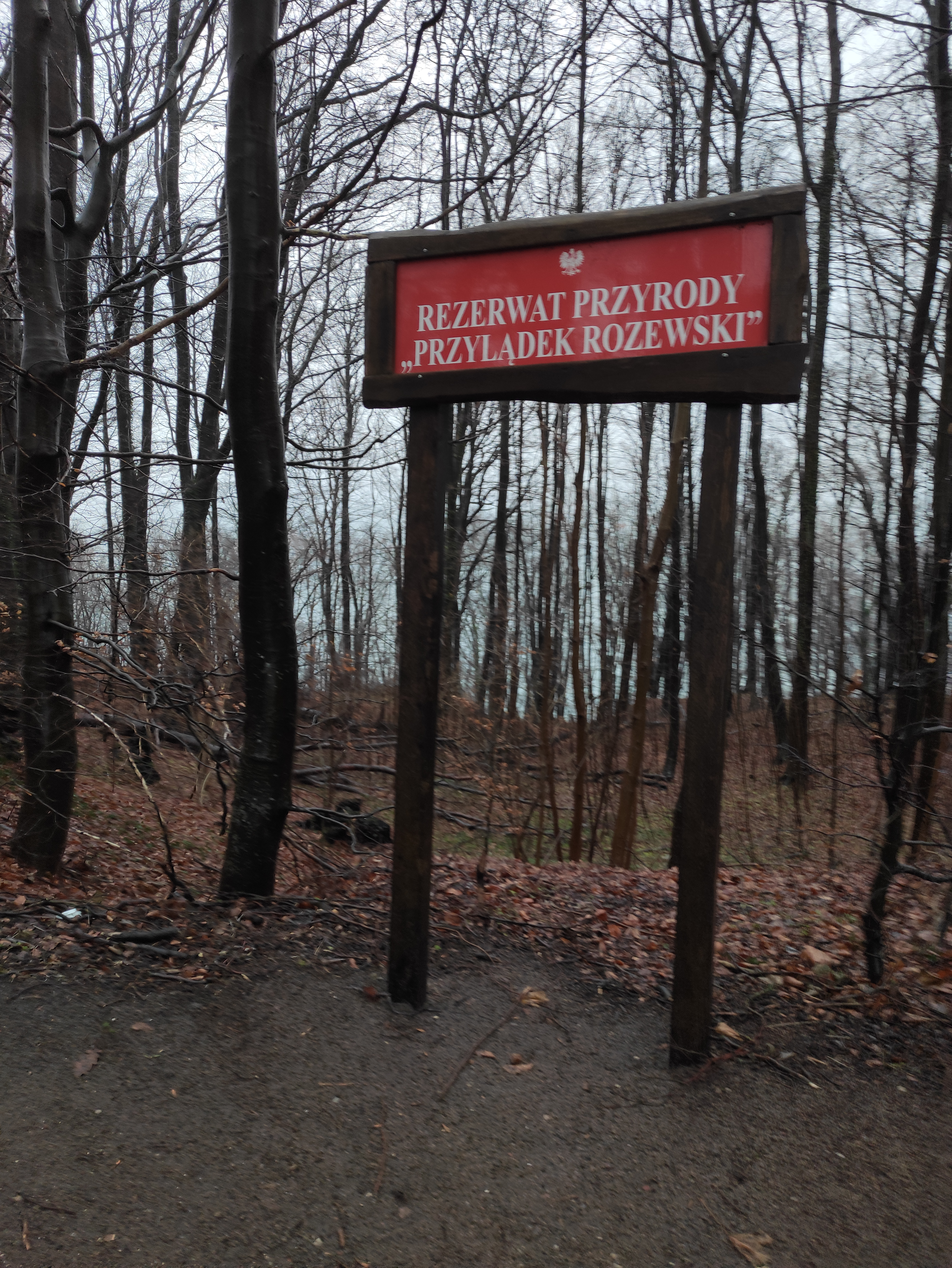
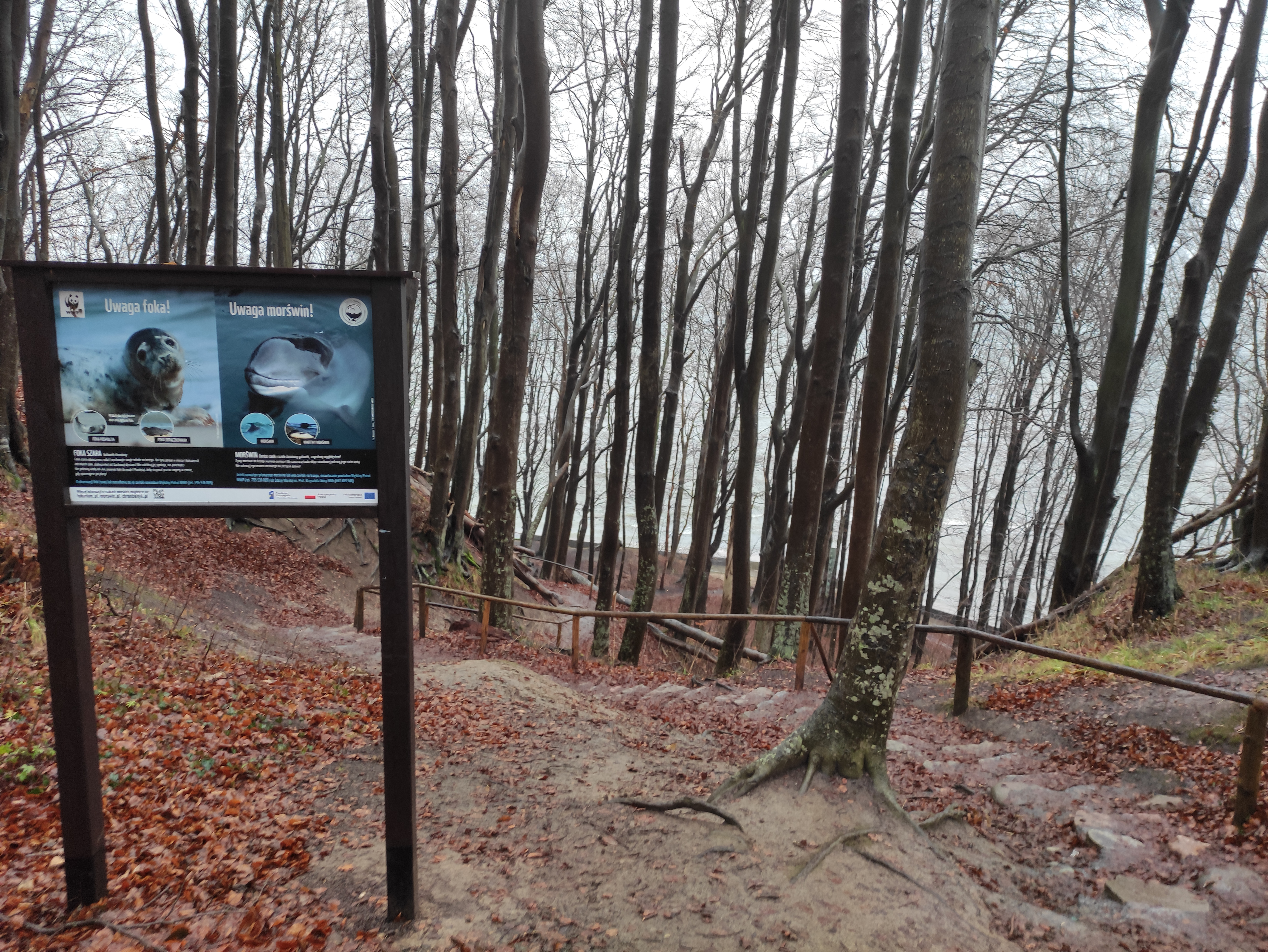
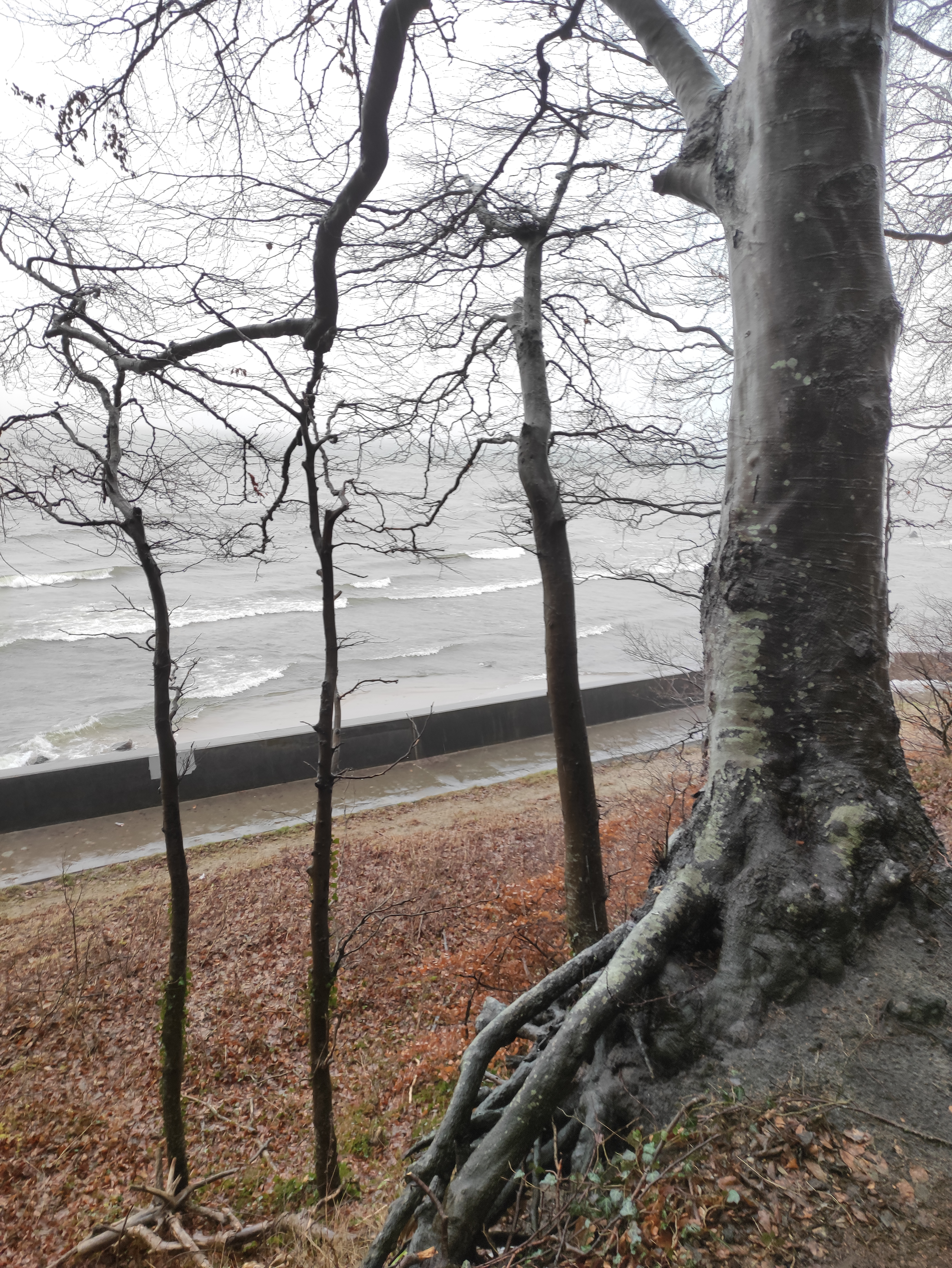
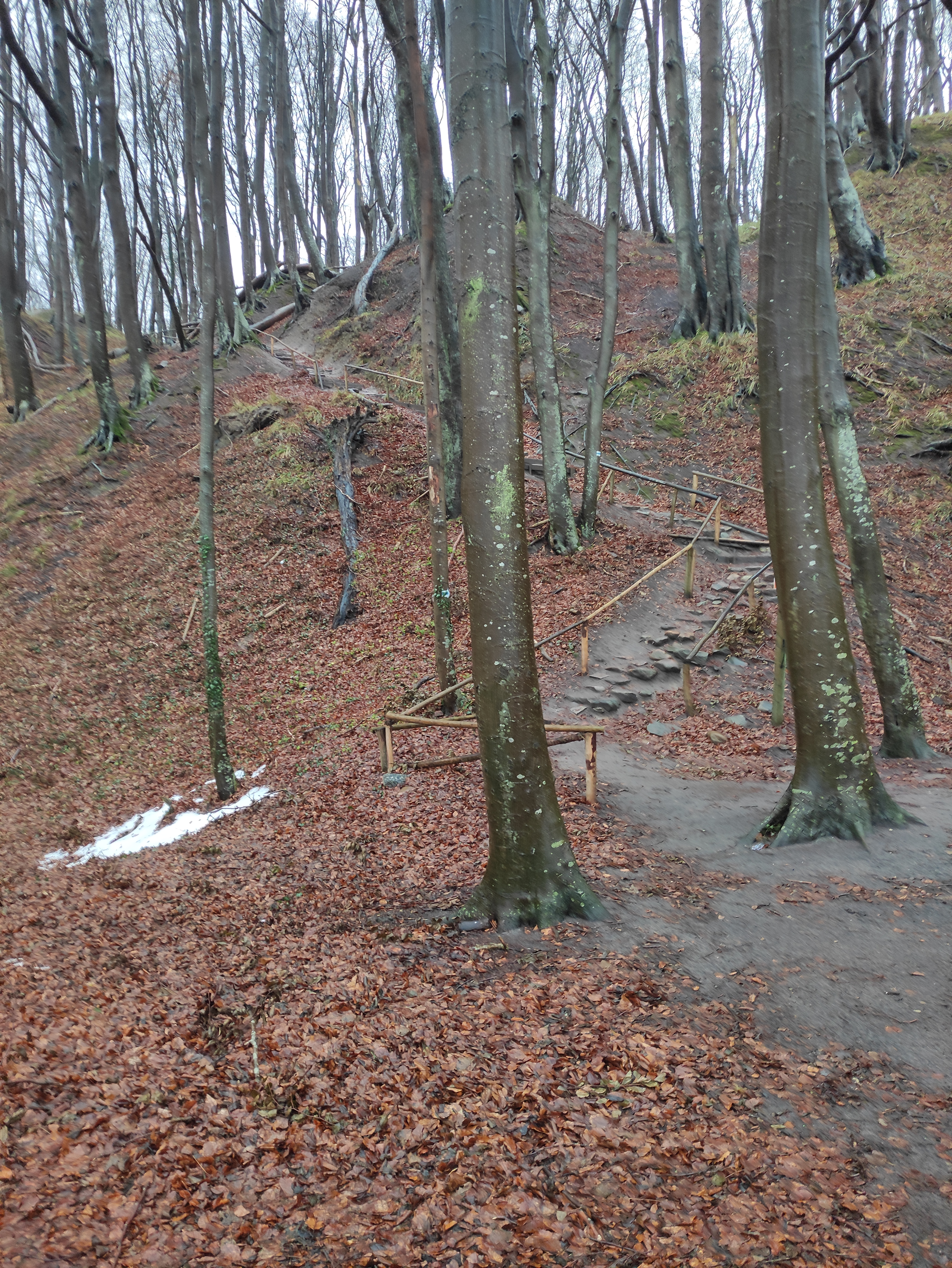
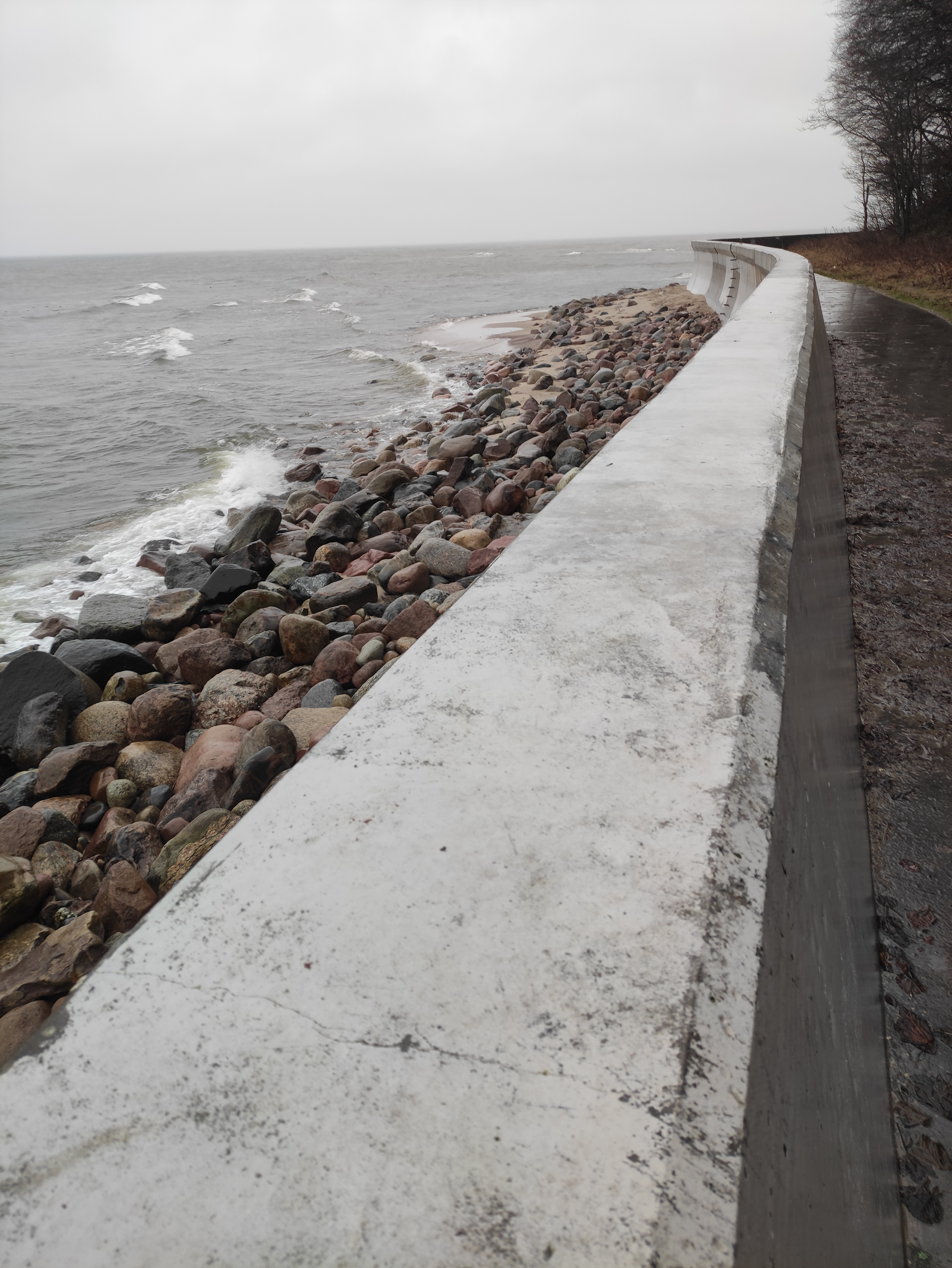